# Senna alexandrina
Senna alexandrina är en ärtväxtart som beskrevs av Philip Miller. Senna alexandrina ingår i släktet sennor, och familjen ärtväxter. Inga underarter finns listade i Catalogue of Life.

## Bildgalleri

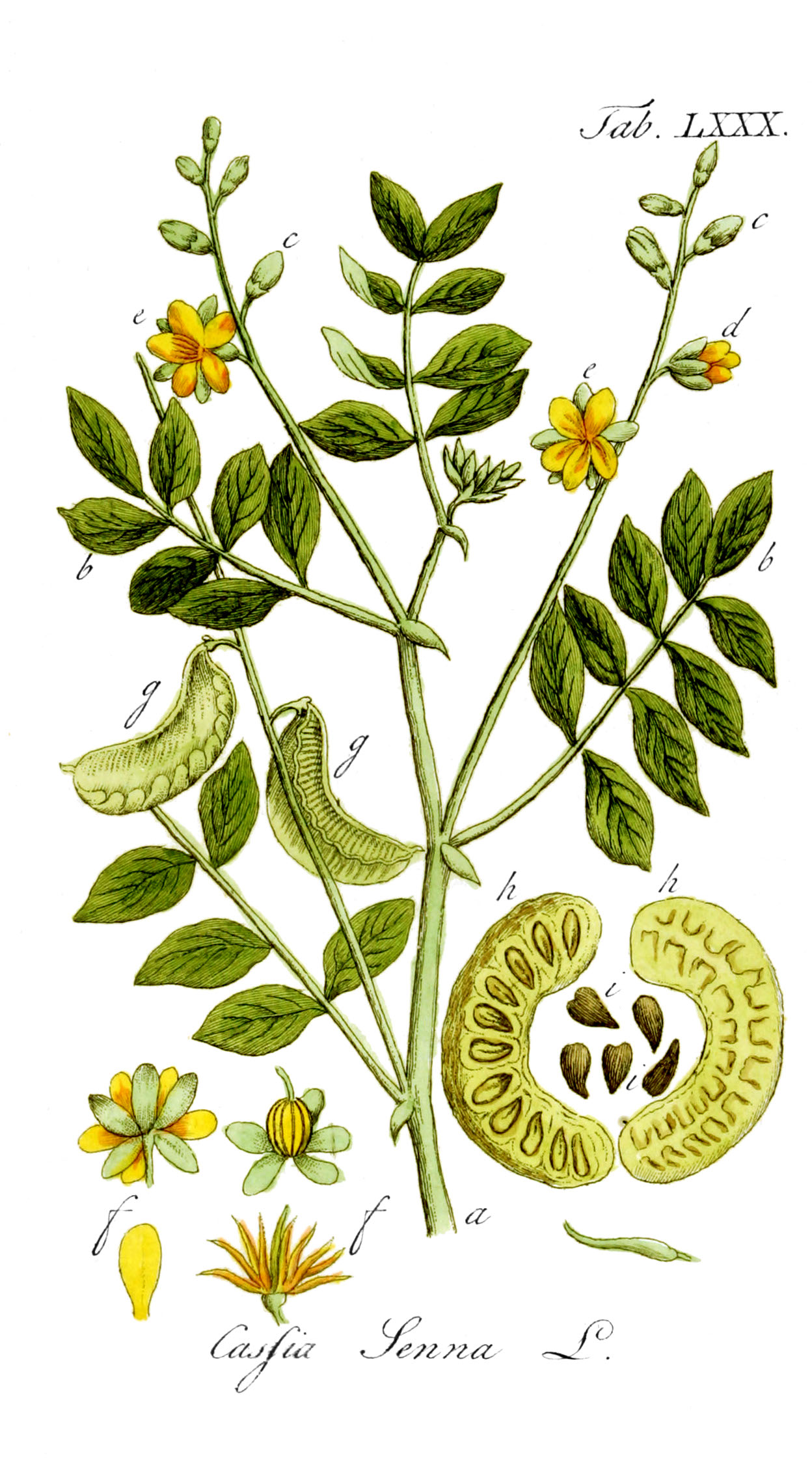
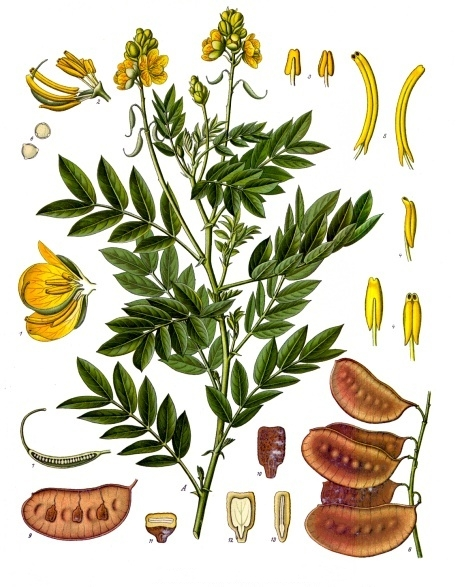
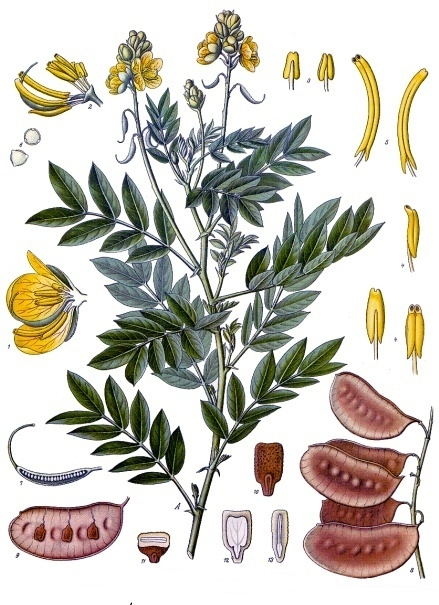
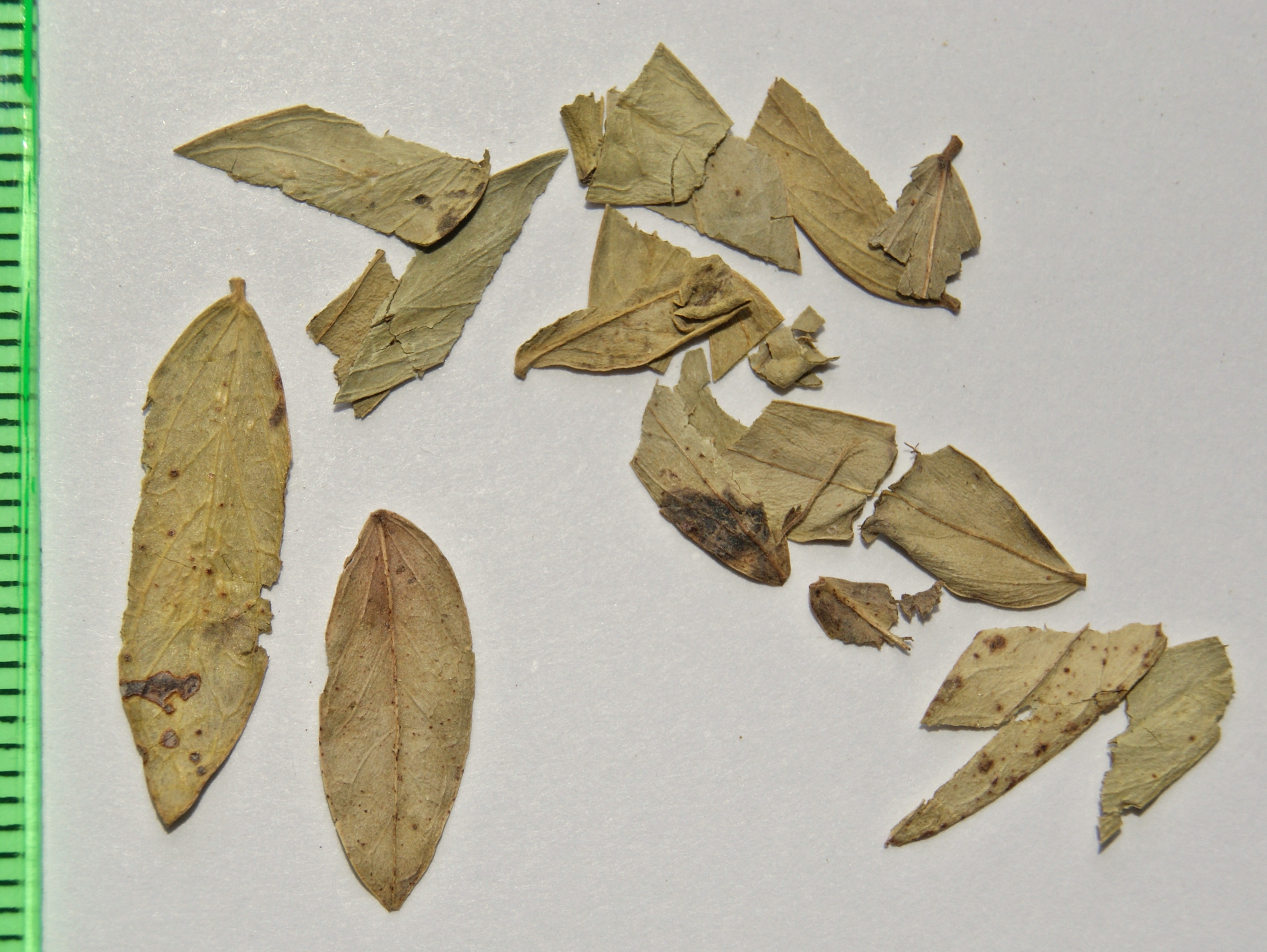
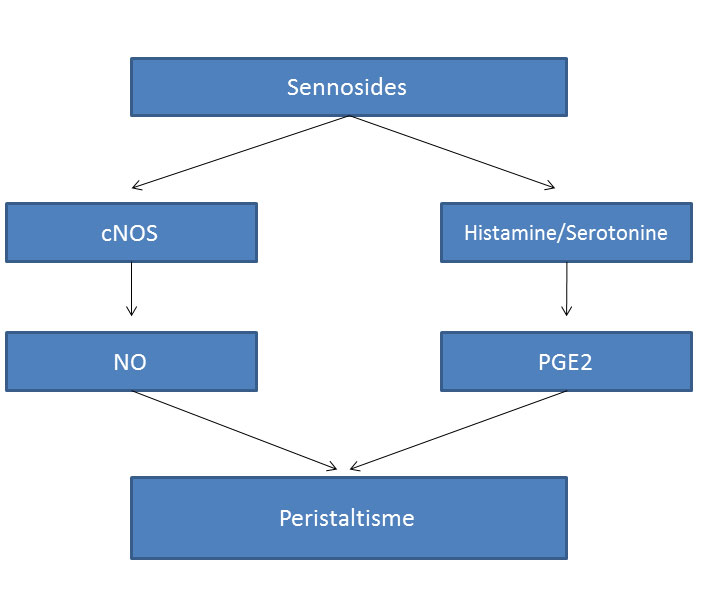